# 2997 Cabrera
2997 Cabrera је астероид главног астероидног појаса чија средња удаљеност од Сунца износи 2,556 астрономских јединица (АЈ).
Апсолутна магнитуда астероида је 13,5.